# Бабушка с красным флагом
«Бабушка с красным флагом» (также «бабушка с советским флагом» и «бабушка Z») — клише российской пропаганды в адрес украинки Анны Ивановны Ивановой (род. июль 1952), которая во время вторжения России на Украину в Харьковской области вышла к украинским солдатам с советским флагом, перепутав их с российскими солдатами. Вопреки воле пожилой женщины, российские средства массовой информации сделали её символом «противостояния фашизму», поддержки вторжения. Пожилая женщина была увековечена в фресках, настенных граффити, плакатах, открытках, скульптурах и наклейках на бамперах, ей посвящены песни и стихи и открытый российскими официальными лицами памятник в Мариуполе. Событие получило широкий общественный резонанс и стало военным интернет-мемом.

## Предыстория
Анна Ивановна Иванова («Бабушка с флагом») живёт в частном доме в селе Большая Даниловка (укр. Велика Данилівка), которое формально является частью Харькова, в самой дальней части села, после которой проходит полоса леса в пару километров и начинается село Циркуны.
Циркуны были захвачены российской армией в ходе вторжения и освобождены украинской армией 6—7 мая. Большая Даниловка всё время оставалась под контролем Украины, однако находилась под обстрелами, из-за чего ещё в феврале в селе были перебиты коммуникации, газ и электричество. Дом Ивановой пострадал от обстрелов: в нём выбиты стёкла и повреждена шиферная крыша. Аптека и магазин в селе закрылись, а к немногим оставшимся жителям приезжали украинские волонтёры, привозя им продукты.
Анна Иванова родилась в июле 1952 года, весной 2022 года, ей было 69 лет (летом ей исполнилось 70 лет, она всего на три месяца старше Владимира Путина), в прошлом работала оператором на элеваторе. Её родной язык — украинский, говорит она на суржике. Её родители были украинцами, она живёт с мужем Иваном Алексеевичем Ивановым, который является русским родом из Белгородской области и которому по состоянию на 2022 год 77 лет, родился он в 1945 году. У неё было четверо детей, но все погибли. Как пишет издание Spektr, Иванова — «глубоко воцерковленный человек», прихожанка Украинской православной церкви (Московского патриархата).

## Видеоролик
В начале апреля 2022 года был опубликован видеоролик, в котором Анна Ивановна Иванова, несущая советский флаг, выходит к троим украинским солдатам, перепутав их с российскими. Как позднее пояснила Иванова в интервью изданию Spektr, она была уверена, что красный флаг с серпом и молотом до сих пор является символом России, и хотела «показать, что русский флаг у нас тоже есть».
На видеозаписи видно, как она говорит, что молилась за президента России Владимира Путина. После того, как один из украинских военных, старший лейтенант Виктор Костенко, забирает у неё советский флаг и встаёт на него ногами, она отказывается от пакета с продуктами, который ей предлагают украинские солдаты, и отвечает, что за этот флаг её «родители погибали». Виктор Костенко объяснил, что наступил на флаг от злости «на того, кто напал на нас, кто хочет воссоздать ту империю, тот Советский Союз, в котором мой народ в 32—33 годах умирал от голода».
Иванова объясняет, почему она вышла к украинским солдатам с красным флагом, несколькими способами: что она думала, что они русские, потому что говорили по-русски, что она надеялась, что у них есть контакты президента России, чтобы позвонить ему и попросить прекратить кровопролитие, что она не вкладывала во флаг политического значения, потому что это «знамя любви и счастья в каждой семье, в каждом городе, в каждой республике».
По словам Виктора Костенко, хотя видеозапись заканчивается на драматичном моменте (бабушка отказывается брать продукты), в реальности всё было прозаичнее: военные немного поспорили с Ивановой и пошли дальше, она забрала свой флаг, а её муж — продукты, а по итогу с украинскими военными Иванова поладила: «Потом мы с этой бабушкой подружились, через день ей продукты приносили».
Костенко объясняет контекст видео так: в то время северо-восточные окраины Харькова активно простреливались, село было «ничейной территорией», там большинство домов были повреждены, а большинство людей ушли оттуда. Потом туда вошла рота Костенко, военные помогали оставшимся людям выехать оттуда. Встреча с Ивановой случилась 4 марта, через 2-3 дня после того, как украинские военные вошли в село.
Костенко говорит, что видеоролик был снят одним из его сослуживцев, потом распространялся среди украинских военных в Telegram и WhatsApp и кто-то выложил его в открытый доступ. Русская служба «Би-би-си» сообщала, что не смогла найти, где и когда видеозапись была опубликована в открытом доступе, и предполагала, что его выложили в проукраинских пабликах как свидетельство того, что Вооружённые силы Украины помогают всем жителям страны независимо от их политических взглядов.

## Использование

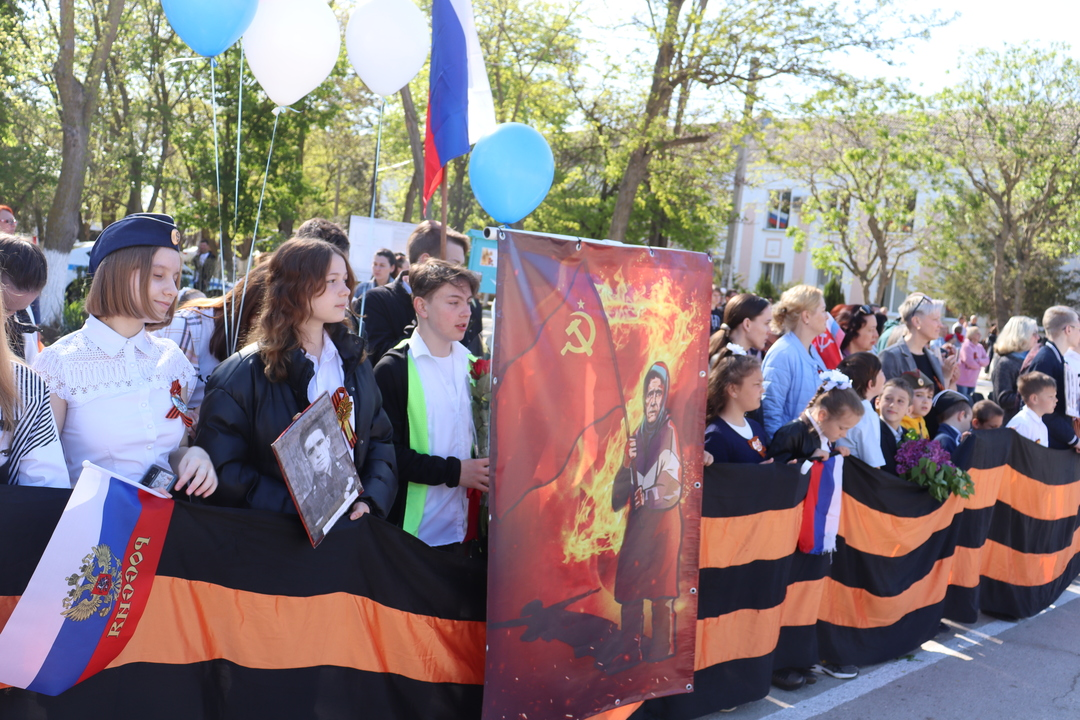
Празднование Дня победы в Крыму в 2022 году

После публикации видеозаписи в открытом доступе её стали распространять российские пользователи, а российские СМИ придали ей иное значение. Видео быстро подхватили российские пропагандисты и показывали сюжеты об «украинской бабушке» на многих телеканалах, её называли «храброй женщиной, которая не побоялась выйти к ВСУ с советским флагом». По версии российской пропаганды, Иванова «смело противостояла националистам». Как писал заместитель министра информации самопровозглашённой ДНР Даниил Безсонов: «Украинские ублюдки докалупались [sic] до старика со старухой, которые приняли их за русских солдат и встречали с красным Знаменем Победы».
7 апреля в утреннем эфире «Первого канала» было сообщено, что представители силовых структур якобы прибыли в деревню для раздачи гуманитарной помощи, но вместо этого они воспользовались ситуацией для издевательств над людьми, а в дневном эфире было сказано, что «радикалы откровенно глумятся над пожилой женщиной».
9 апреля эта видеозапись была показана по «Первому каналу», где ведущий Виталий Елисеев со слезами в голосе заявил:

Красный флаг — под ним был сокрушен нацизм. Значит, ясно, кого ждали и как им жилось под той украинской властью. <…> У меня просто нет слов. Знаете, говорят «преклонный возраст». Сейчас не знаю, как вы, а я увидел, что значит «непреклонный дух». Вот таких защищать — святое дело. И видит бог, есть кому защитить.

12 апреля Дмитрий Полянский, заместитель постоянного представителя России при ООН, на заседании Совета Безопасности ООН рассказал о пенсионерке из Украины, назвав её символом «другой Украины», которая благодаря российской «военной операции» получила шанс на «подлинное добрососедство».

### Памятники
В результате героиня видеоролика стала символом российской пропаганды, в разных городах России и оккупированной части Украины создавали памятники бабушке, в том числе пластиковые стандартизированные памятники.
3 мая в честь Ивановой в Белгороде появилась статуя, но вскоре её убрали, потому что на неё пытались вскарабкаться.
4 мая в оккупированном российскими войсками украинском городе Мариуполе был открыт пластиковый памятник Ивановой. На церемонии его открытия выступил первый заместитель главы администрации президента России Сергей Кириенко, заявив, что женщина стала фактором и символом как внутренней, так и внешней политики России, а также сообщив, что российские власти не знают полного имени «бабушки с флагом».
К 9 маю, в честь Дня Победы, деревянную скульптуру Ивановой установили в центре Воронежа вместе с красным знаменем, побывавшим в Мариуполе. Автором скульптуры стал резчик по дереву из Воронежа Александр Ивченко.
Русская служба The Moscow Times сообщает как минимум о трёх статуях, созданных в честь Ивановой: помимо статуи в Мариуполе, одну статую установили в Белгороде и успели убрать по причине того, что были попытки на неё забраться, а другую деревянную статую авторства местного резчика установили в Воронеже. Редакция The Moscow Times связалась с трёмя скульпторами, чтобы оценить примерную стоимость работ в каждом случае. По их словам, ростовая фигура до войны стоила около 1 млн рублей, из которых 700 тысяч — это стоимость материалов, а остальное — гонорар художника. Специалисты также отметили, что все скульптуры выполнены непрофессионалами, то есть людьми, не имевшими высшего художественного образования, и «что это можно сравнить скорее с работой бутафоров».

### Муралы

Мурал в Краснодаре

Усилиями российских районных администраций появились плакаты с изображениями Ивановой и граффити с ней на стенах домой (муралы). Настенные граффити с пожилой женщиной появились по всей России. В отличие от антивоенных лозунгов, эти рисунки не запрещались и не закрашивались. Издание The Moscow Times отмечает, что это говорит о том, что такое творчество создавалось если не при прямом финансовом участии местных или федеральных властей, то, по крайней мере, с их «молчаливого» одобрения.
В ночь на 1 мая сотни баннеров с «бабушкой с красным флагом» были вывешены на рекламных конструкциях разного формата в разных районах Санкт-Петербурга. «Фонтанка.ру» пишет, что плакаты с надписью "Под знаменем победы были установлены в Центральном, Адмиралтейском, Петроградском, Выборгском, Приморском, Калининском, Московском районах. По данным издания, государственные структуры не оплачивали эту инициативу.
По оценке The Moscow Times, на май 2022 года в стране размещено как минимум 50 рисунков, посвящённых Ивановой. Примерно одинаковое количество баннеров было размещено как на билбордах, так и на стенах жилых домов и других зданий.
В самопровозглашённой ДНР была выпущена открытка с бабушкой, а «Роскосмос» разместил картину с ней на корпусе ракеты-носителя. Изображения с бабушкой в преддверии Дня Победы появились на шевронах у российских военных, также в честь неё писали стихи.

### Мерч
На двух крупных российских торговых площадках Ozon и Wildberries по запросам «бабушка с флагом/бабушка со знаменем» выдавалось, по состоянию на май 2022 года, около 70 и 50 доступных позиций соответственно. Ассортимент продукции варьировался от попсокетов и наклеек до футболок и картин. Мерч с пожилой женщиной также продавался в специализированных магазинах военной торговли и был основан на знаменах, вымпелах и шевронах.

### В мемах
Событие получило широкий общественный резонанс и стало военным интернет-мемом. В Интернете сразу отреагировали мемами на появление «нового символа».

## Обнаружение женщины
Российские СМИ рассматривали вопрос о судьбе Ивановой, иногда отмечая, что она была «спасена» вооружёнными группировками самопровозглашенной ДНР, а иногда утверждая, что её перевезли к «родственникам в Барнаул». В действительности она продолжала проживать в селе под Харьковом, не зная о своей популярности.
В результате одного из обстрелов в доме женщины были выбиты стёкла и повреждена крыша, после чего из-за отсутствия бомбоубежища украинские военные рекомендовали бабушке и её мужу переехать. Костенко перевёз их в местную церковь, а оттуда волонтёры помогли перебраться в харьковскую больницу № 8.
5 мая Центр стратегических коммуникаций (ЦСК) при Министерстве культуры и информационной политики Украины сообщил, что имя «бабушки с флагом» — Анна Иванова, и разместил видеозапись, в которой говорилось, что украинские солдаты помогали бабушке и её мужу, а также короткое интервью с ней, в котором она заявляет:

Дело, конечно, паршивое, что Россия пошла так. <…> Я думала поздравить россиян, что пришли, чтобы сказать, чтобы ничего больше не громили тут, а мирно решали вопрос.

Иванову нашёл сотрудник ЦСК Дмитрий Галко с помощью прихожан из местной церкви. После того, как в ходе украинского контрнаступления российские военные были отброшены от Харькова, опекавшие женщину военные ушли из села, а Галко взял над ней шефство.
5 мая генерал-полковник Михаил Мизинцев объявил, что в харьковской больнице № 8 развернули пушки и два склада с боеприпасами, после чего из-за опасений её обстрела пациентов развезли по другим больницам Харькова, Иванову увезли в больницу № 18.
Российские СМИ восприняли ситуацию как взятие Ивановой в заложники. 7 мая Нина Останина, депутат Государственной думы от КПРФ, предложила срочно «эвакуировать» Иванову из Харькова в Москву. Александр Коц, военный корреспондент «Комсомольской правды» и сторонник вторжения, репостнул сообщение: «Киев взял в заложники бабушку Аню с Харьковщины. При этом, они провернули свою „дежурную схемку“: сами же засадили из миномёта по дому стариков, ничего толком не показали, но ожидаемо обвинили Россию». Сама Иванова в разговоре с журналистами «Русской службы Би-би-си» недоумённо пожимала плечами: «Кто в заложниках? Я? Нет».
Спустя несколько дней Иванова и её муж вернулись домой. По состоянию на август 2022 года, Иванова живёт у себя дома, при этом её село продолжает обстреливаться.
После того как выяснилось, что женщина не выступает против украинских властей, продвижение российскими властями образа «бабушки с флагом» прекратилось, взамен стали продвигать шестилетнего мальчика Алёшу из Белгородской области, который приветствовал колонны российских военных.

## Оценки
Как отмечает Русская служба «Би-би-си», Анна Иванова всего на 3 месяца старше Путина и в реальности она выглядит значительно моложе, чем «старуха», которой её изображают.
Украинцы отреагировали на образ «бабушки с флагом» негативно: в социальных сетях писали комментарии в духе «встречала оккупантов с красным флагом», «сбрендившая старуха», «коллаборантка», «пусть валит в свою Россию», а односельчане говорят, что считают Иванову предательницей и не будут общаться с ней. BBC News сообщило, что из-за видеоролика соседи теперь сторонятся бабушки, считая её пророссийски настроенной.
По словам филолога, историка культуры и исследователя позднего сталинизма Евгения Добренко, «бабушка с флагом» символизирует то, как российский режим хотел бы выглядеть для окружающего мира и как видит себя сам: «С востока опять пришли освободители от нацизма, и выходит эта бабушка, как обломок некоей новой „Молодой гвардии“, приветствовать своих благодетелей». При этом он отмечает несостыковку: с одной стороны, Иванова является отсылкой к советскому прошлому, но, с другой стороны, Путин называл создание Украины исторической ошибкой, совершённой Лениным.
Культуролог и редактор русскоязычной версии газеты Postimees Ян Левченко считает, что «это хороший символ российского вторжения, очень показательный, очень иллюстративный», поскольку он разоблачает «попытку реставрации СССР в тех границах и смысловых полях, в которых это доступно современному российскому порядку». При этом Левченко обращает внимание, что для российской пропаганды мало важна личность Анны Ивановны: «Важно, что она с красным флагом идёт назад в СССР, освещая и освящая путь президента».
Дмитрий Галко из Центра стратегических коммуникаций при министерстве культуры и информационной политики Украины отмечает, что «российская пропаганда делает всё одномерным и реальные люди ей не интересны», а Иванову «в России превратили в мёртвого идола, мёртвую икону».